# 해방된 예루살렘

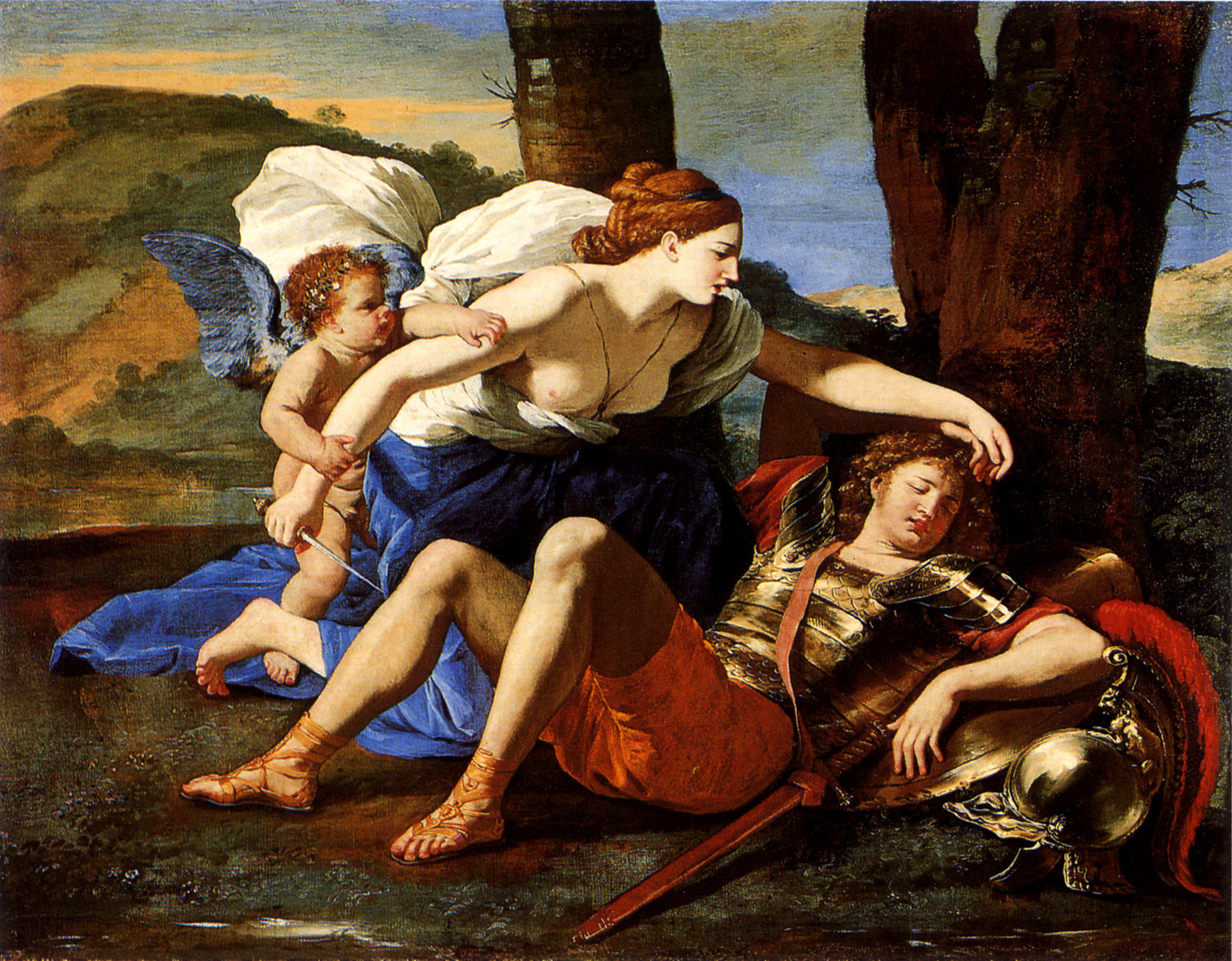
리날도와 아르미다, 니콜라 푸생의 그림

해방된 예루살렘(이탈리아어: La Gerusalemme liberata 1580년)은 이탈리아의 시인 토르콰토 타소의 바로크 서사시로, 대부분 가상화된 첫 번째 십자군 원정에서 예루살렘의 요새를 일으키기 위하여, 고드프루아 드 부용이 이끄는 십자군과 무슬림과의 전쟁에 관한 이야기를 담고 있다.
이 작품은 기사 소설의 르네상스적인 전통과 이탈리아 서사시에 속하며, 타소는 자주 줄거리 요소와 주인공 성격을 직접적으로 아리오스토의 성난 오를란도에서 빌려왔다. 타소의 시는 역시 호메로스와 베르길리우스의 고전적인 서사시에 영향을 받은 요소(특히 그들 작품의 이러한 부분들은 요새와 전쟁에 관해 말한다)를 가지고 있다.
타소의 주제 선택, 기독교와 무슬림교와의 사실적인 역사적 충돌(비록 환상적인 요소가 첨부되었음에도 불구하고)은 르네상스 서사시에 부족하던 역사적 배경을 가지고, 구성적인 암시를 창조하였다.
이 작품에 의거한 음악 작품은 무수히 많다. 클라우디오 몬테베르디, 장바티스트 륄리, 게오르크 프리드리히 헨델, 안토니오 비발디, 토마소 알비노니, 크리스토프 빌리발트 글루크, 안토니오 살리에리, 요제프 하이든, 조아키노 로시니, 가에타노 도니체티, 안토닌 드보르자크, 요하네스 브람스 등이 그들이다. 회화에서는 니콜라 푸생, 외젠 들라크루아, 프랑수아 부셰, 조반니 바티스타 티에폴로 등이 작품을 남겼다.

## 등장인물
- 리날도 (십자군)
- 아르강테(이교도)
- 이집트 왕 (이교도)
- 보헤몬드(십자군)
- 아르미다 (이교도)
- 올린도 (십자군)
- 소프로니아(십자군)
- 에르미니아(이교도)
- 고드프리 (십자군)
- 클로린다(이교도)
- 탕크레드 (타소의 서사시 속 등장인물)  (십자군)

## 이 작품에 기초한 다른 갈래의 예술 작품들

### 음악과 오페라
- 마드리갈 구원된 예루살렘 - Giaches de Wert (1595년경)
- 아르미드 - 장바티스트 륄리 (1686년)
- 리날도 - 헨델 (1711년)
- 버려진 아르미다 - 니콜로 좀멜리 (1770년)
- 아르미다 - 안토니오 살리에리 (1771년)
- 아르미데 - 크리스토프 빌리발트 글루크 (1777년)
- 아르미다 - 요제프 하이든 (1784년)
- 아르미다 - 조아키노 로시니 (1817년)
- 리날도 - 요하네스 브람스 (1858년)
- 아르미다 - 안토닌 드보르자크 (1904년)
- Combattimento di Tancredi e Clorinda - 클라우디오 몬테베르디 (1624년)
- Il combattimento di Tancredi e Clorinda for soprano, tenor, baritone, three violas, cello, double bass, harpsichord - Luciano Berio (1966년) (an arrangement of the opera by Monteverdi)

### 회화
- Theodor Hildebrandt - Tancred and Clorinda (1830년경)

## 한국어 번역
- 토르콰토 타소 지음, 김운찬 옮김, 《해방된 예루살렘》, 아카넷, 2017년 4월 10일